# Prohorovkai járás

A Prohorovkai járás a Belgorodi területen

A Prohorovkai járás (oroszul Прохоровский район) Oroszország egyik járása a Belgorodi területen. Székhelye Prohorovka.

## Népesség
1989-ben 29 505, 2002-ben 31 847, 2010-ben 30 094 lakosa volt.